# 圣帕特里斯德克莱
圣帕特里斯德克莱（法語：Saint-Patrice-de-Claids，法語發音：[sɛ̃ patʁis də klɛ]）是法国芒什省的一个市镇，属于库唐斯区。

## 地理
圣帕特里斯德克莱（49°13'48"N, 1°26'13"W）面积5.58 平方千米，位于法国诺曼底大区芒什省，该省份为法国西北部沿海省份，西、北、东北三面环大西洋，东起顺时针与卡爾瓦多斯省、奧恩省、马耶讷省和伊勒-维莱讷省接壤。
与圣帕特里斯德克莱接壤的市镇（或旧市镇、城区）包括：贡夫勒维尔、戈尔日、洛尔恩、米利埃、佩里耶、韦利。

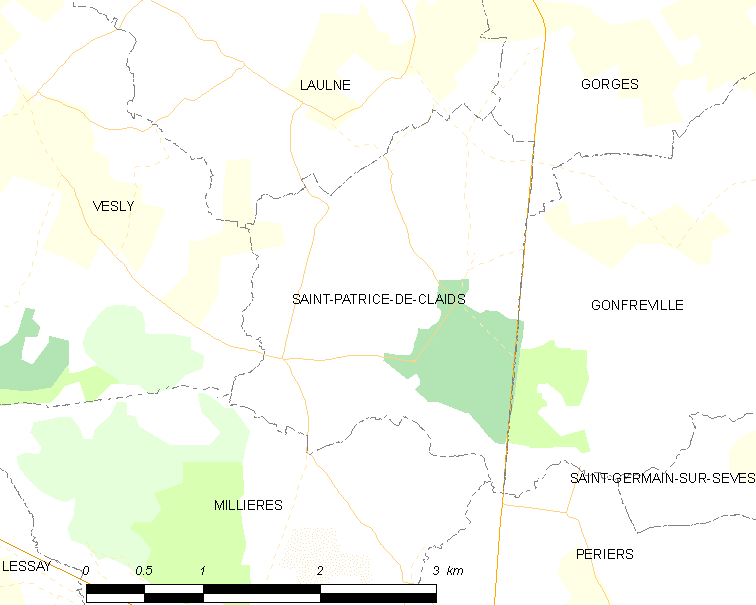
圣帕特里斯德克莱的OSM定位图

圣帕特里斯德克莱的时区为UTC+01:00、UTC+02:00（夏令时）。

## 行政
圣帕特里斯德克莱的邮政编码为50190，INSEE市镇编码为50533。

## 政治
圣帕特里斯德克莱所属的省级选区为克雷昂斯县。

## 人口

1962-2008年间圣帕特里斯德克莱人口变化图示

圣帕特里斯德克莱于2022年1月1日时的人口数量为177人。